# Туманность Коддингтона
Туманность Коддингтона (англ. Coddington's Nebula, также IC 2574 , PGC 30819, UGC 5666) — спиральная галактика в созвездии Большой Медведицы. Была открыта 17 апреля 1898 года Эдвином Коддингтоном в Ликской обсерватории.
Несмотря на своё название, туманностью не является. Тем не менее, широко известна именно под этим названием.
Галактика большого размера, вытянута с северо-востока на юго-запад. Тусклая, обладает слабым свечением поверхности. Центральный регион ярче остальной поверхности и сдвинут к юго-западу. У северо-востока галактики находится хорошо заметная область активного зведообразования H II.
Несмотря на крупный размер, галактику часто называют карликовой из-за ее большой рассеянности.
Галактика IC 2574 входит в состав группы галактик M81. Помимо IC 2574 в группу также входят ещё 40 галактик.